# بازار میدان قلعه
بازار میدان قلعه مربوط به دوره قاجار است و در کرمان، خیابان امام واقع شده و این اثر در تاریخ ۲۵ اردیبهشت ۱۳۸۰ با شمارهٔ ثبت ۳۸۵۷ به‌عنوان یکی از آثار ملی ایران به ثبت رسیده است.
از جمله قدیمی‌ترین و طولانی‌ترین بازارهای کرمان است و طول آن نزدیک به ۴۰۰ متر می‌باشد که در محله میدان قلعه قرار دارد. بازار میدان قلعه از خیابان امام روبروی بازار قلعه محمود شروع و به چهار سوق گنجعلی خان ختم می‌شود. به سبب نزدیکی به بازار شرقی _ غربی اهمیت آن از بازار قلعه محمود بیشتر است و رونق اقتصادی بیشتری دارد. 
در این بازار حرفه‌های لحاف‌دوزی، پشتی‌دوزی، قالی‌فروشی، خواروبار فروشی و عطاری به چشم می‌خورد و عناصری چون کاروانسرای هندوها، کاروانسرای حاج مهدی، کاروانسرای كوزه گران يا لحاف دوزها، دیوانخانه امام جمعه، تکیه سید رمضان و بالاخره تکیه میدان قلعه قرار دارند.

## نگارخانه

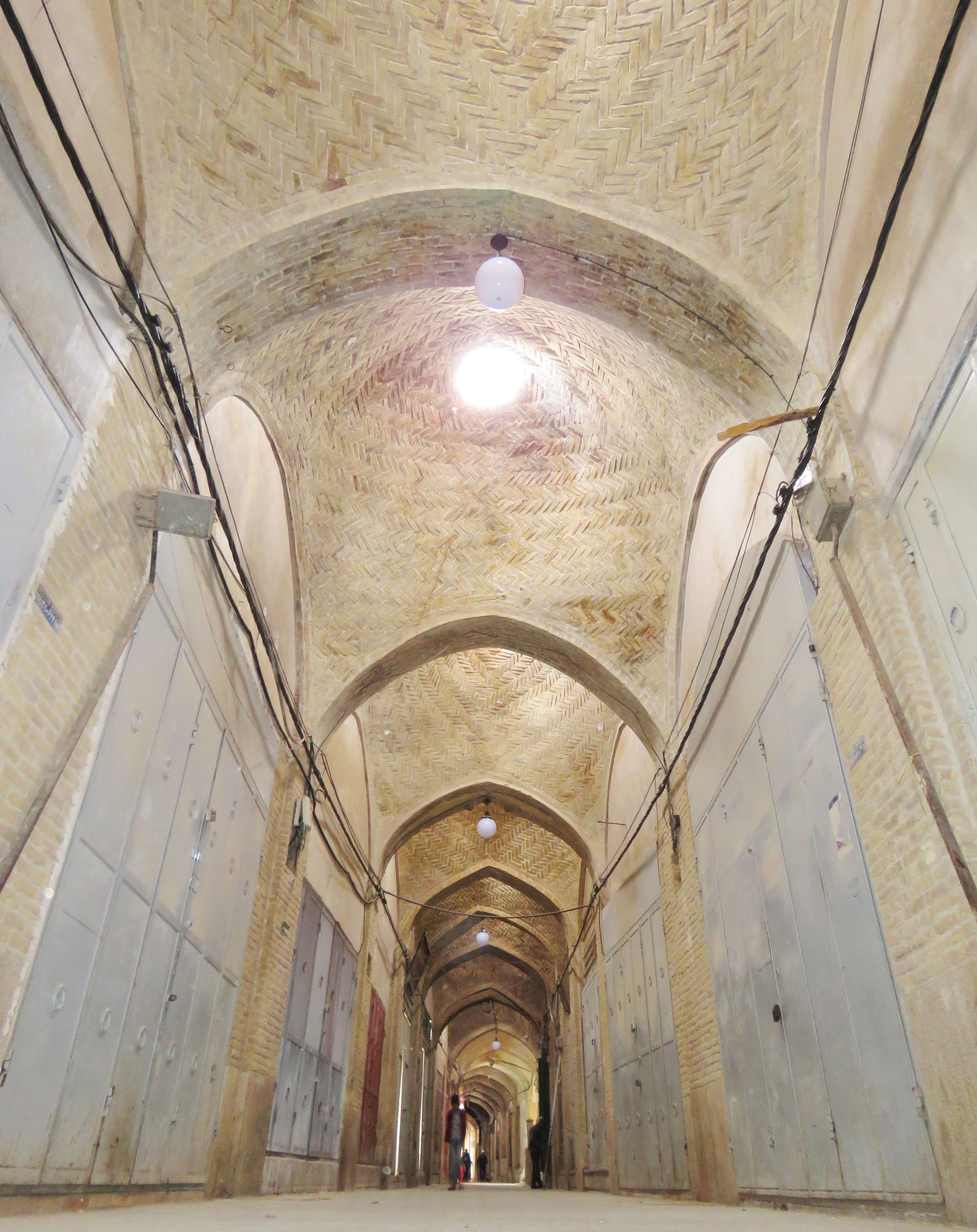
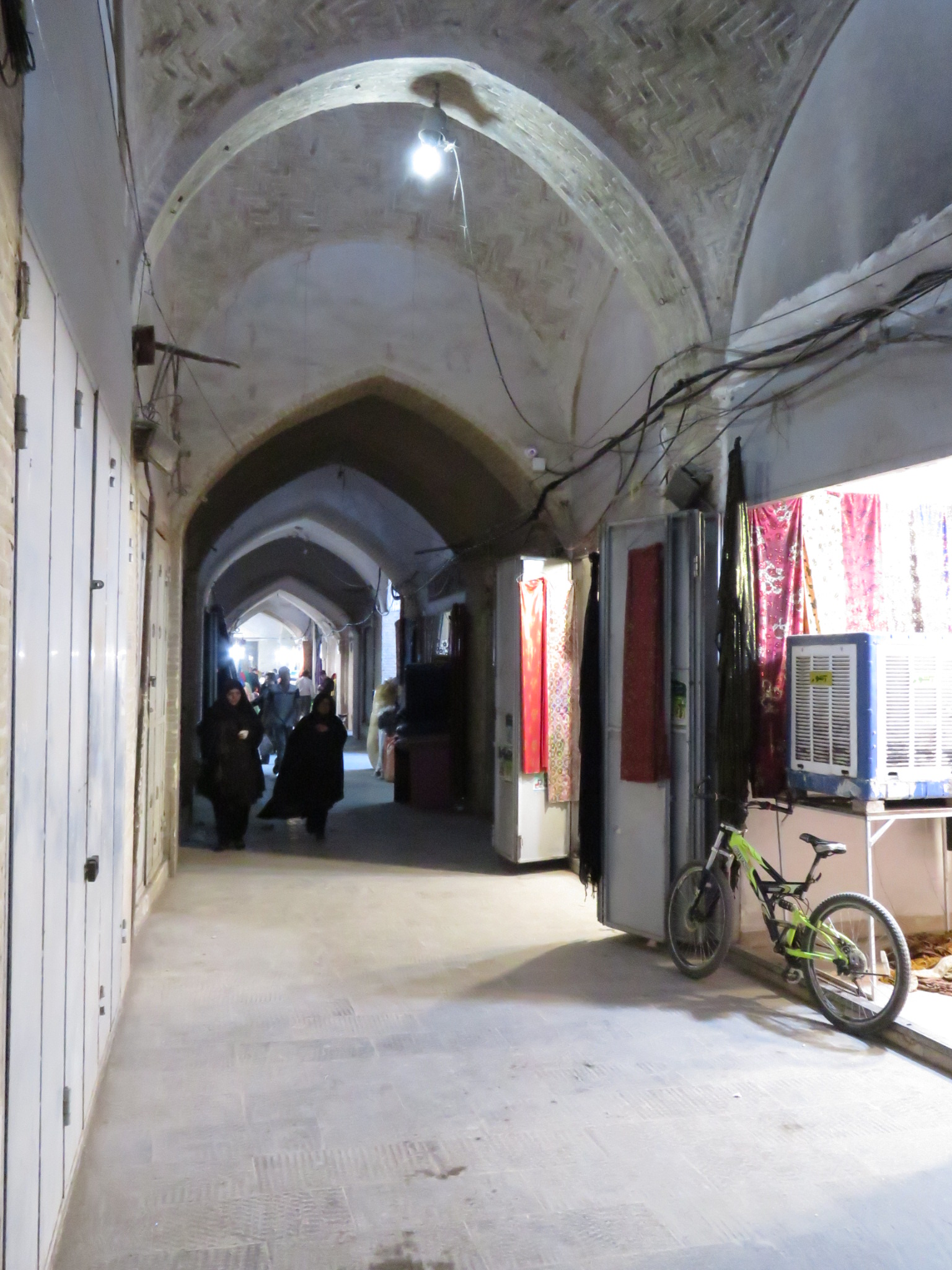
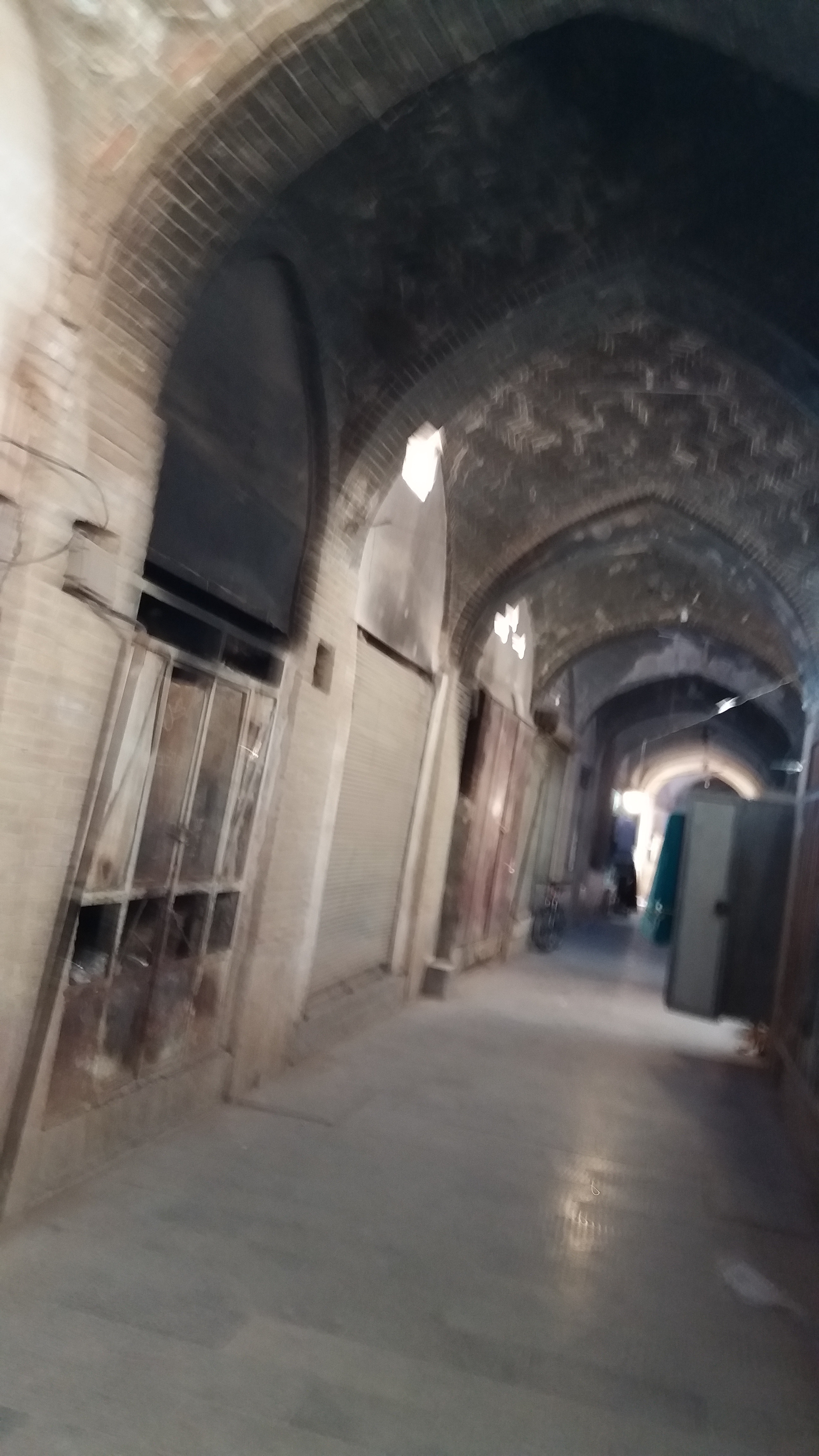
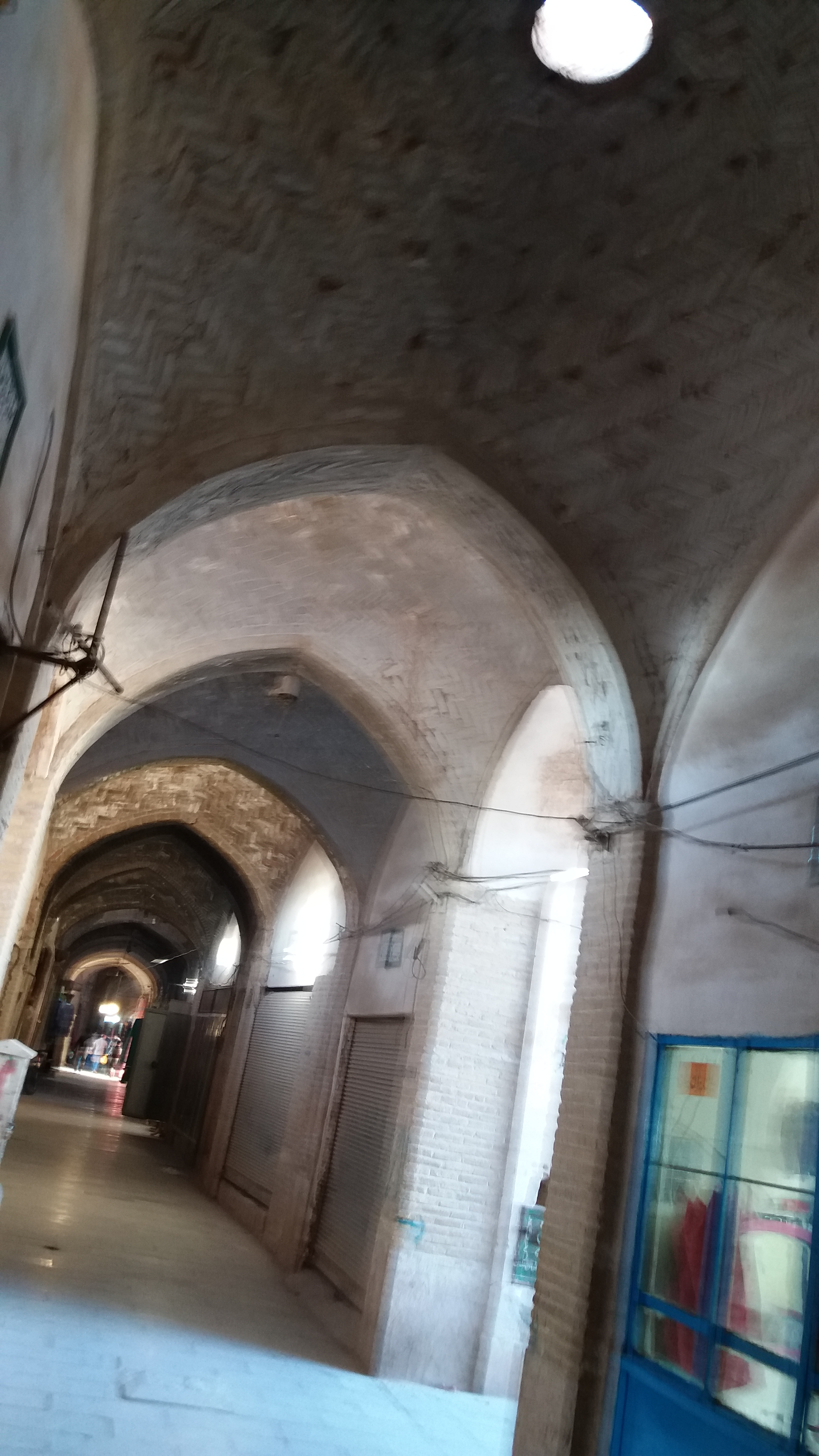
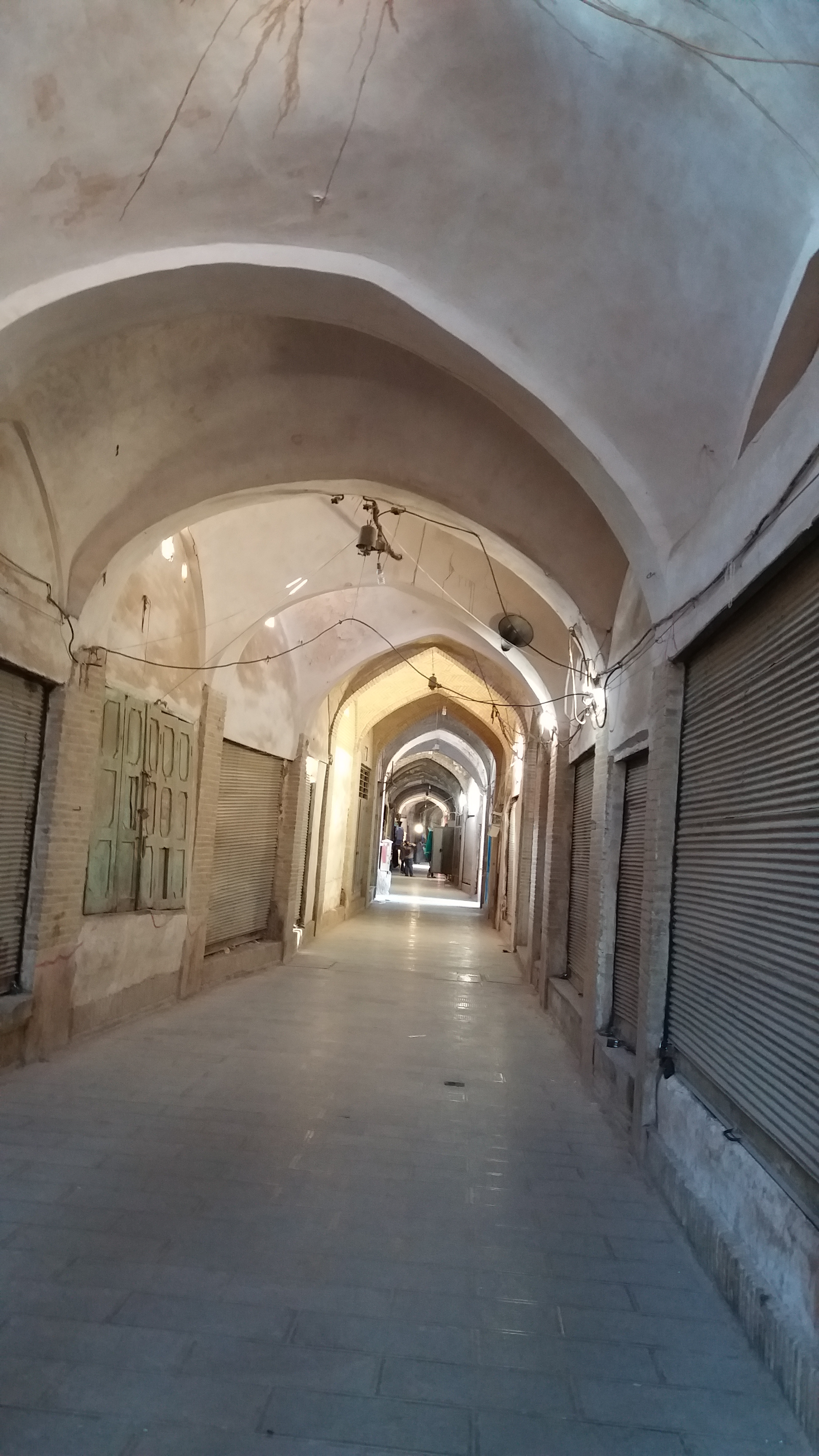
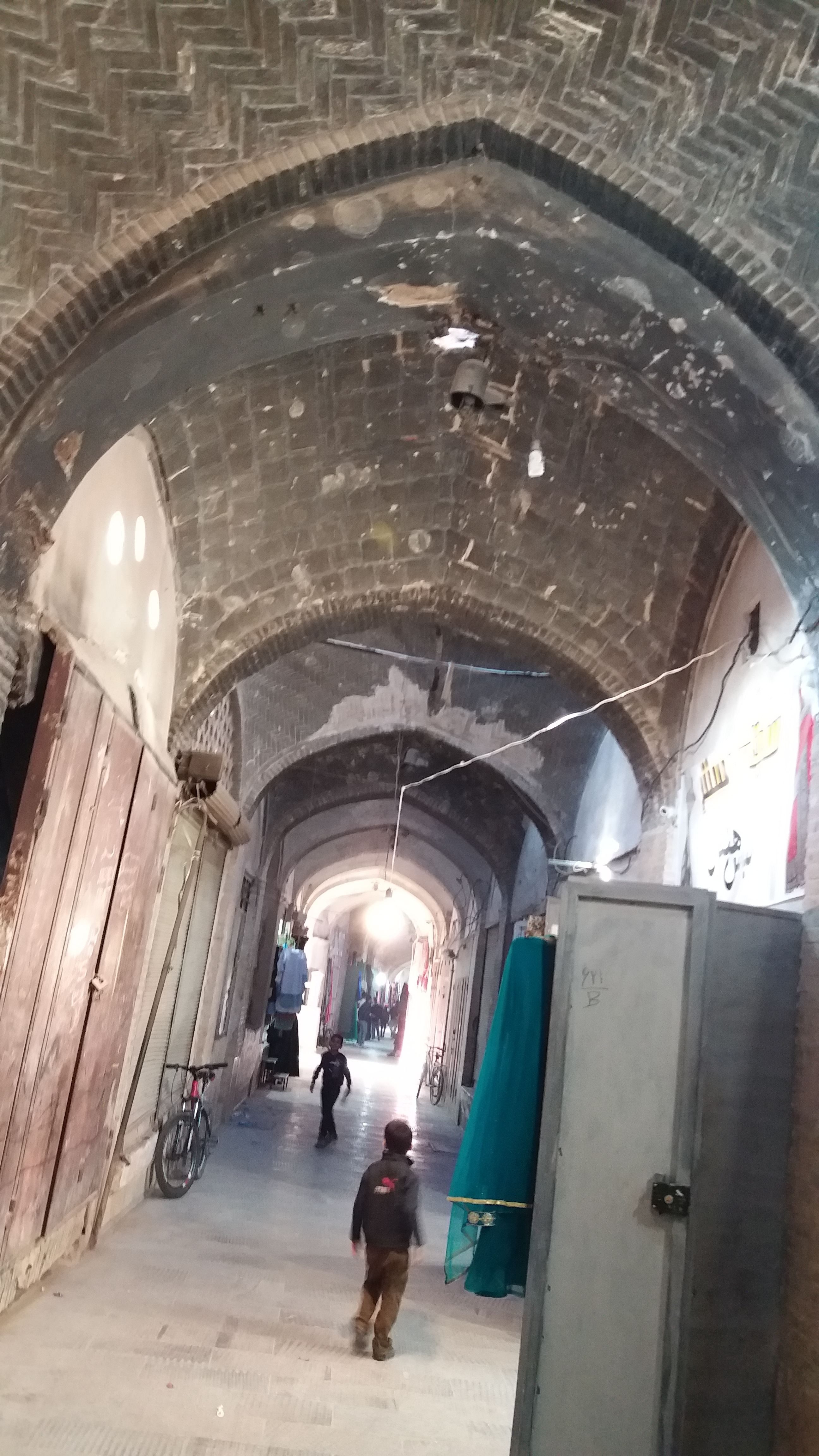